# Svobodna misŭl
Svobodna Misŭl (Свободна мисъл, La Pensée libre) est un journal bulgare mensuel. Il s'agit de l'organe officiel de la Fédération des anarchistes de Bulgarie (FAB). Son sous-titre indique « Издава  Федерацията на Анархистите в  България  - Le journal de la Fédération anarchiste bulgare », en bulgare et en français dans le texte.
Svobodna Misŭl est fondé le 19 mai 1990 à Kazanlak, lors de la conférence de restauration de la Fédération des anarchistes de Bulgarie. Le rédacteur en chef honoraire est alors Christo Kolev Yordanov, un vétéran du mouvement anarchiste bulgare. Le journal est rédigé gratuitement par ses éditeurs.
Le premier numéro de Svobodna Misŭl  est publié le 15 octobre 1990. La charge de rédacteur en chef a successivement été assurée par Plamen Tsolov, Traïcho Velchev, Georgi Konstantinov et Georgi Bojilov. Depuis 2006, le journal est publié sous la direction d'Alexander Vanchev.
Svobodna Misŭl est également publié sous forme électronique, complété par des articles et des commentaires hebdomadaires. Depuis 2013, l'intégralité de l'édition papier est disponible en téléchargement gratuit.